# 3699 Milbourn
A 3699 Milbourn (ideiglenes jelöléssel 1984 UC2) a Naprendszer kisbolygóövében található aszteroida. Edward L. G. Bowell fedezte fel 1984. október 29-én.